# Liam White
Pour les articles homonymes, voir White.
Liam White, né le 9 novembre 1994, est un coureur cycliste australien. Son petit frère Nicholas est lui aussi coureur cycliste.

## Biographie
Liam White est un ancien étudiant de l'université de Ballarat. 
Lors de la saison 2017, il termine notamment deuxième d'une étape du Tour d'Iran - Azerbaïdjan au sprint. Il se classe également troisième du Tour of the Great South Coast, tout en ayant remporté une étape. 

## Palmarès et résultats

### Palmarès par année
- 2016
  - 2e étape de l'Intelligentsia Cup
  - 3e de l'Intelligentsia Cup
- 2017
  - 3e étape du Tour of the Great South Coast
  - 3e du Tour of the Great South Coast
- 2020
  - Championnat de l'État de Victoria du critérium
- 2021
  - 3e de la Melbourne to Warrnambool Classic
- 2022
  - Yarmouth Clam Festival Bike Race
  - 3e de l'Athens Twilight Criterium
- 2023
  - 1re étape du Tour de Tasmanie

### Classements mondiaux
| Année                                 | 2017  | 2018 | 2019  | 2020 | 2021 | 2022  |
| ------------------------------------- | ----- | ---- | ----- | ---- | ---- | ----- |
| Classement mondial                    | 1999e | 835e | 1854e | nc   | nc   | 2885e |
| UCI Asia Tour                         | 384e  | nc   |       |      |      |       |
| UCI America Tour                      | 410e  | nc   |       |      |      |       |
| UCI Oceania Tour                      | nc    | 15e  | 90e   | nc   | nc   | 138e  |
|                                       |       |      |       |      |      |       |
| Légende : nc = non classéSource : UCI |       |      |       |      |      |       |